# René Auberjonois (aktor)
René Murat Auberjonois (ur. 1 czerwca 1940 w Nowym Jorku, zm. 8 grudnia 2019 w Los Angeles) – amerykański aktor i reżyser.

## Życiorys
Jego matka Laure Louise Napoléone Eugénie Caroline Murat (1913–1986) była potomkinią Joachima Murata, króla Neapolu i Karoliny Bonaparte, siostry Napoleona Bonapartego, zaś jego ojciec Fernand Auberjonois był szwajcarskim pisarzem i dziennikarzem, nominowanym do nagrody Pulitzera. Był imiennikiem dziadka ze strony ojca, szwajcarskiego malarza postimpresjonisty René Auberjonoisa
Ojciec aktorów Remy’ego Auberjonois i Tessy Auberjonois.
Występował na deskach teatralnych, w tym na scenach Broadwayu. Często brał udział w dubbingu filmów animowanych. Grał też zmiennokształtnego konstabla Odo w serialu Star Trek: Stacja kosmiczna.

## Filmografia
- 1970: MASH
- 1971: McCabe i pani Miller
- 1976: King Kong
- 1993–1999: Star Trek: Stacja kosmiczna
- 1995: Batman Forever
- 1999: Inspektor Gadżet
- 2000: Patriota
- 2004: Orły z Bostonu (Boston Legal)